# Moltkia petraea
Espèce
Classification phylogénétique
La Moltkia des rochers (Moltkia petraea) est une espèce de plantes de la famille des Boraginacées originaire des Balkans et de Grèce.

## Description
Moltkia petraea forme un petit buisson, vivace, caduc et de petite taille (moins 40 cm).
Les tiges sont ligneuses à la base.
Les fleurs, portées par des cymes scorpioïdes terminales de couleur bleue, sont tubulaires campanulées, à cinq pétales sans pilosité, cinq étamines dépassant légèrement la corolle, un pistil très largement exsert et des carpelles à deux ovules (caractéristiques assez générales de la famille).
Cette espèce compte 2 × n = 16 chromosomes ; ce décompte correspond à celui effectué en ex Yougoslavie (S.Čedomil Šilić - 1984)

## Distribution
Cette espèce est originaire des Balkans (ex Yougoslavie, Albanie) et de Grèce continentale. Son utilisation ornementale l'a répandue dans beaucoup de pays à climat tempéré sec.
Il s'agit d'une espèce de terrains ensoleillés, calcaires et secs.

## Utilisation
Cette espèce a un usage ornemental en plante de jardin de rocaille. Elle est assez largement diffusée en France.

## Historique
Leopold Trattinnick produit, sans description, une planche de cette plante de l'herbier de Franz von Portenschlag-Ledermayer qu'il place dans le genre Echium : Echium petraeum.
En 1844, August Heinrich Rudolf Grisebach la place dans le genre Moltkia.
En 1846, Alphonse Pyrame de Candolle la classe dans le genre Lithospermum : Lithospermum petraeaum (Tratt.) DC..
En 1953, Ivan Muray Johnston confirme son classement dans le genre Moltkia et la place dans la section Echianthus (Viv.) I.M.Johnston .

## Position taxinomique
Comme le genre, elle est placée dans la tribu des Lithospermeae de la sous-famille des Boraginae de la famille des Boraginacées.
Elle compte deux synonymes :
- Echium petraeum Tratt.
- Lithospermum petraum (Tratt.) A.DC.

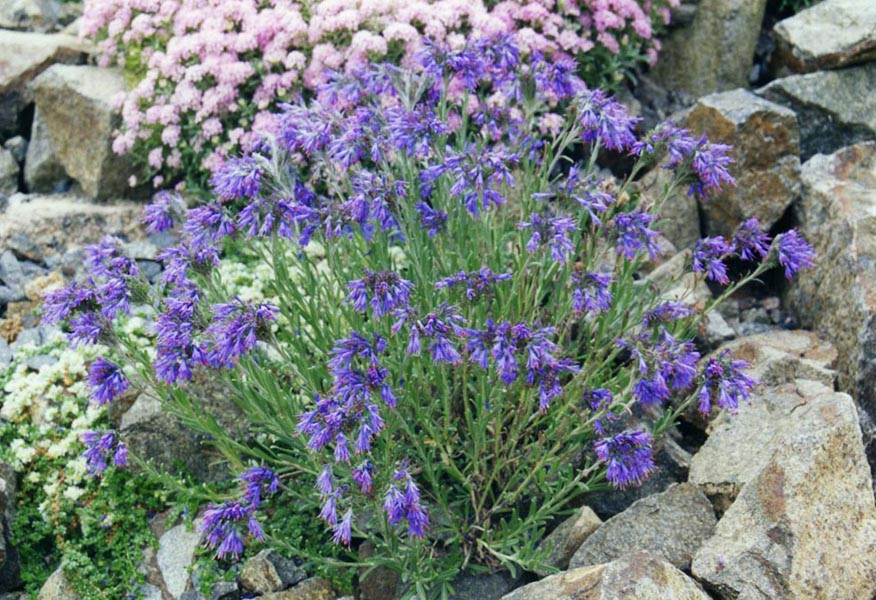
Floraison
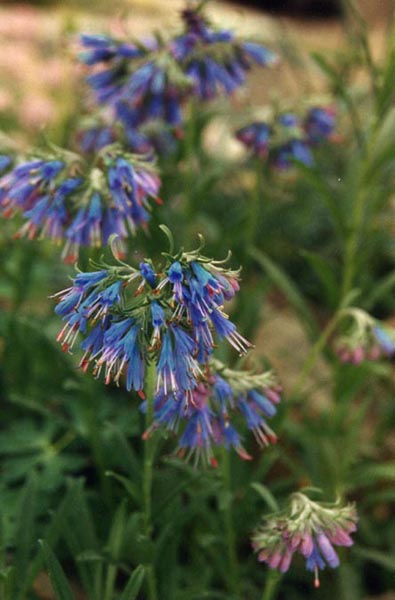
Fleurs
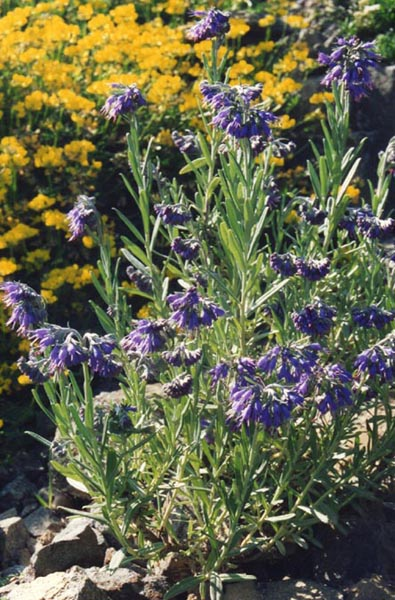
Floraison